# Politička desnica
Politička desnica je izraz kojim se u politici označava uglavnom konzervativne struje unutar političkog spektra.
Politička desnica polazi od različitosti pojedinaca pa stoga podržava ili prihvaća društvenu hijerarhiju.
Stoga smatra da nejednakost proizlazi kao "neizbježna", "prirodna", "normalna" i "poželjna".
Razlikuju se stavovi
- klasične desnice

koja smatra opravdane razlika ljudi po nasljeđu i obiteljskoj tradiciji
i
- liberalne desnice

koja drži nejednakost opravdananom samo ako je rezultat poštenog tržišnog natjecanja.
Desni blok političkih stranaka obuhvaća široku paletu u koju spadaju monarhističke, aristokratske, teokratske, reakcionarne i kontrarevolucionarne stranke.

## Suvremeno doba
Danas političkoj desnici glavne struje pripadaju i stranke koje zagovaraju slobodno tržište i tržišno gospodarstvo.

## Povijest
U početku se pojam politička desnica (u političkom žargonu antipod za političku desnicu je politička ljevica) odnosio na položaj sjedališta u parlamentu tijekom tzv. srpanjske monarhije u Francuskoj, nakon srpanjske revolucije 1830. godine.